# Coreopsis hamiltonii
Coreopsis hamiltonii là một loài thực vật có hoa trong họ Cúc. Loài này được (Elmer) Sharsm. mô tả khoa học đầu tiên năm 1938.